# Ново-Ніколаєвка
Ново-Ніколаєвка (рос. Ново-Николаевка) — село у Ахтубінському районі Астраханської області Російської Федерації.
Населення становить 1093 особи (2017). Входить до складу муніципального утворення Ново-Ніколаєвське сільське поселення.

## Історія
Населений пункт розташований на території українського етнічного та культурного краю Жовтий Клин. Від 1975 року належить до Ахтубінського району.
Згідно із законом від 6 серпня 2004 року органом місцевого самоврядування є Ново-Ніколаєвське сільське поселення.

## Населення
| 2002  | 2010  | 2012  | 2013  | 2014  | 2015  | 2016  |
| ----- | ----- | ----- | ----- | ----- | ----- | ----- |
| 1147  | ↘1118 | ↗1147 | ↘1122 | ↘1113 | ↘1102 | ↗1109 |
| 2017  |       |       |       |       |       |       |
| ↘1093 |       |       |       |       |       |       |